# دجیما

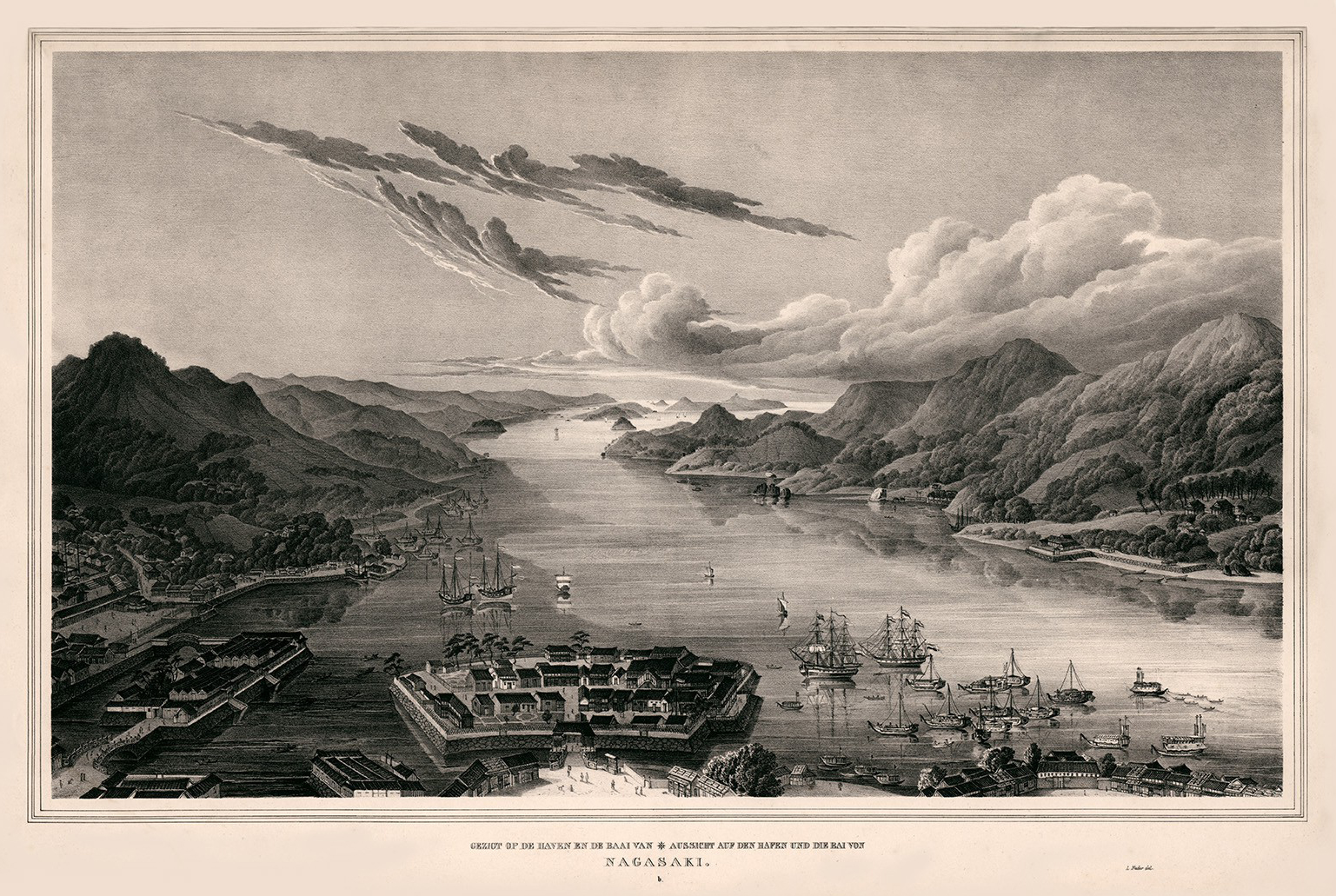
تصویری نقاشی شده از جزیره دجیما در سواحل ناگاساکی در ۱۸۹۷ میلادی

دجیما (به ژاپنی: 出島 Dejima) در اسناد قدیمی غربی به عنوان 'Decima' Desjima '،' Dezima '،' Disma، یا 'Disima'، آمده است، یک جزیره مصنوعی در خلیج ناگاساکی است ک در سال ۱۶۳۴ میلادی توسط تجار محلی ساخته شده‌است.